# Simon Zenke
Simon Zenke (* 24. Dezember 1988 in Kaduna) ist ein nigerianischer Fußballspieler.

## Karriere
Zenke begann seine Karriere in seiner Heimat bei Kaduna United und den Niger Tornadoes, bevor er im Jahr 2005 nach Frankreich in das Jugendinternat von Racing Straßburg wechselte.
Zum Sommer 2012 wechselte er zum französischen Erstligisten AS Nancy. Nach einer halben Spielzeit für Nancy kehrte er in die Türkei zurück und unterschrieb beim Erstligisten Istanbul Büyükşehir Belediyespor einen Eineinhalbjahresvertrag.
Im Frühjahr 2014 wechselte Zenke innerhalb der TFF 1. Lig zu Şanlıurfaspor. Bereits am Saisonende wechselte er erneut seinen Arbeitgeber und heuerte beim Ligarivalen Kardemir Karabükspor an. Mit diesem Verein wurde er zum Saisonende Vizemeister der TFF 1. Lig und stieg damit in die Süper Lig auf.
Nach dem Aufstieg mit Karabükspor verließ er die Türkei und setzte seine Karriere beim belgischen Verein AFC Tubize fort. Hier blieb er bis 2018 und wechselte dann zu Dinamo Bukarest. Doch nach einem Jahr wurde sein Vertrag  nicht verlängert und er war sechs Monate vereinslos. Anschließend spielte er für den SC Schiltigheim und seit Januar 2021 ist er wieder in der Türkei für den Zweitligisten Menemenspor aktiv.

## Erfolge
Mit RC Strasbourg
- 2006 Sieger Coupe Gambardella

Mit Samsunspor
- Vizemeister der TFF 1. Lig und Aufstieg in die Süper Lig: 2010/11

Mit Kardemir Karabükspor
- Vizemeister der TFF 1. Lig und Aufstieg in die Süper Lig: 2015/16

## Auszeichnungen
- Torschützenkönig der TFF 1. Lig: 2010/11